# Hrvatski ratni vojni invalid
HRVI odnosno Hrvatski ratni vojni invalid iz Domovinskog rata je hrvatski branitelj iz Domovinskog rata kojem je organizam oštećen najmanje 20% zbog rane ili ozljede koju je zadobio u obrani suvereniteta Republike Hrvatske, odnosno kao zatočenik u zatvoru ili neprijateljskom logoru u Domovinskom ratu. Smatra se da je oštećenje organizma zatočenika u neprijateljskom logoru na toj osnovi najmanje 20% trajno. HRVI iz Domovinskog rata je i hrvatski branitelj iz Domovinskog rata kojem je organizam oštećen najmanje 20% zbog bolesti, a bolest, pogoršanje bolesti, odnosno pojava bolesti neposredna je posljedica sudjelovanja u obrani suvereniteta Republike Hrvatske u Domovinskom ratu. 
Prava HRVI-a iz Domovinskog rata utvrđena Zakonom ostvaruje i osoba (medicinsko osoblje, ratni izvjestitelji, pripadnici vatrogasnih postrojbi, pomorci, članovi posade brodova trgovačke mornarice i druga osoba) kojoj je organizam oštećen za najmanje 20% zbog rane ili ozljede koju je zadobila pri obavljanju vojnih ili drugih dužnosti po nalogu nadležnih tijela državne vlasti Republike Hrvatske u obrani suvereniteta Republike Hrvatske u Domovinskom ratu ili kao zatočenik u neprijateljskom logoru u Domovinskom ratu.
HRVI iz Domovinskog rata je i stranac kojem je kao hrvatskom branitelju iz Domovinskog rata organizam oštećen najmanje 20% zbog rane ili ozljede koju je zadobio u obrani suvereniteta Republike Hrvatske ili kao zatočenik u neprijateljskom logoru ili zbog bolesti, a bolest, pogoršanje bolesti, odnosno pojava bolesti neposredna je posljedica sudjelovanja u obrani suvereniteta Republike Hrvatske.

## Broj HRVI
U Hrvatskoj je 2011. bilo 59.266 registriranih ratnih vojnih invalida Domovinskog rata.

## Srodne Udruge

### HVIDR-a
Najsrodnija Udruga HRVI iz Domovinskog rata je HVIDR-a (Hrvatski vojni invalidi Domovinskog rata) koja broji negdje oko 33000 članova.
Po statutu Udruge članom može postati samo osoba koja ima status invalida priznat drugostupanjskim rješenjem o invalidnosti MORH-a. Upravo zbog toga to je i najbrojnija Udruga po broju HRVI

### UHDDR
UHDDR (Udruga dragovoljaca Domovinskog rata) ima tri vrste iskaznica za članove, a to su:
- Zlatna iskaznica, koju mogu dobiti aktivni sudionici obrane suvereniteta Republike Hrvatske i njih ima oko 36.000 od kojih je veliki broj HRVI.
- Srebrna iskaznica, izdaje se pripadnicima kriznih i drugih štabova koji su organizirali logistiku i potporu, a njih ima oko 21.000.
- Brončana iskaznica, izdaje se donatorima, podupirateljima, simpatizerima, sudionicima u Narodnoj i Civilnoj zaštiti i njih ima oko 244.000.

Udruga ukupno broji oko 300.000 članova.

### UHVDR
U UHVDR (Udruga hrvatskih veterana Domovinskog rata) učlanjeno je oko 200.000 branitelja što je približno 60 posto onih koji su sudjelovali u Domovinskom ratu. Veliki broj članova UHVDR-a ima priznat status HRVI.
U Republici Hrvatskoj ima još jako puno Udruga proizašlih iz Domovinskog rata i svaka od njih od ukupnog broja članova ima veliki broj HRVI.
Mnogi HRVI svojim radom pridonose poboljšanju Hrvatske državnosti, demokracije, neovisnosti, općeg društvenog dobra i promicanje domovinskog rata u kojeg su ugradili svoja tijela i svoje poginule suborce.[nedostaje izvor]

## Vanjske poveznice
- Ministarstvo obitelji, branitelja i međugeneracijske solidarnosti  Arhivirana inačica izvorne stranice od 1. prosinca 2011. (Wayback Machine)
- Braniteljski portal
- HVIDR-a  Arhivirana inačica izvorne stranice od 5. veljače 2007. (Wayback Machine)